# П'яне-Краті
П'яне-Краті (італ. Piane Crati, сиц. Chiane) — муніципалітет в Італії, у регіоні Калабрія, провінція Козенца.
П'яне-Краті розташоване на відстані близько 440 км на південний схід від Риму, 45 км на північний захід від Катандзаро, 11 км на південний схід від Козенци.
Населення — 1431 особа (2014).
Покровитель — Свята Варвара (Santa Barbara).

## Демографія
Населення за роками:

Станом на 1 січня 2023 року в муніципалітеті офіційно проживало 18 іноземців з 9 країн, серед них 8 громадян країн Євросоюзу та 1 громадянин України.

## Сусідні муніципалітети
- Априльяно
- Козенца
- Фільїне-Вельятуро
- Патерно-Калабро